# 2005年欧洲冠军联赛决赛
2005年欧洲冠军联赛決賽（英語：2005 UEFA Champions League Final）是2005年5月25日於土耳其伊斯坦布爾舉行的足球賽事，此項賽事為歐洲球會間最高榮譽。賽事首次在土耳其舉行，伊斯坦堡的阿塔土克奧林匹克球場成為決賽舉行場地。決賽球隊之一利物浦是自1985年來首次晉升歐冠決賽，迎戰2003年冠軍AC米蘭。
不少球迷將本屆決賽譽為史上最精彩的歐聯決賽之一，及其中一場經典賽事，以至後來被稱作「伊斯坦堡之夜」。原因是利物浦於上半場以 0–3 大比分落後，但下半場用6分鐘追平比分成 3–3。最終比賽到法定時間及加時賽完結仍未分出勝負之下，利物浦憑藉互射十二碼以 3–2 勝出，成為第 50 屆欧冠联赛的冠軍。
利物浦是第 5 次獲得此項冠軍，因此可以永久保存獎盃(亦是歐洲足協「永久保存獎杯」條例取消前最後一隊「封杯」的球隊)，並可獲得代表 5 次奪冠的榮譽徽章，可印於歐冠球衣的左袖上。自此場決賽利物浦登上歐洲之巔後，認為重新確立利物浦的豪門地位，而謝拉特成為歐冠史上第二位最年輕奪冠的隊長，進入「世界級球星」之列。
此場決賽亦標誌著英格蘭球會於隨後多屆主導歐洲聯賽冠軍盃，自2005年至2009年的決賽，每年均有英超球會打入決賽，2008年更有兩支英超球會會師決賽。

## 決賽場地
本屆歐洲聯賽冠軍盃決賽的獲選場地——土耳其伊斯坦布爾西面近郊的阿塔土克奧林匹克球場（Atatürk Olympic Stadium） 興建於1999年，於2002年完工，用以申辦奧運會。球場名稱中的「阿塔土克」指土耳其國父凱末爾。2004年獲歐洲足協評級為歐洲足協五星級足球場，可以舉辦歐洲足協所舉辦的賽事決賽後，隨即獲選本屆決賽場地，為球場首次。
可容納83,000人的阿塔土克奧林匹克體育場除可舉辦足球賽事外，亦設有田徑跑道，可供舉辦田徑賽事。

## 決賽之路
參與決賽的兩隊分別是來自英格蘭的利物浦和意大利的AC米蘭。利物浦由第三圈資格賽至準決賽共踢 14 場比賽；而AC米蘭由分組賽至準決賽共踢 12 場比賽。以下是兩隊進入決賽的過程。
| 球隊         | 賽 | 勝 | 平 | 負 | 進球 | 失球 | 淨勝球 | 積分 |
| ------------ | -- | -- | -- | -- | ---- | ---- | ------ | ---- |
| AC米蘭       | 6  | 4  | 1  | 1  | 10   | 3    | +7     | 13   |
| 巴塞隆拿     | 6  | 3  | 1  | 2  | 9    | 6    | +3     | 10   |
| 頓內次克礦工 | 6  | 2  | 0  | 4  | 5    | 9    | −4     | 6    |
| 些路迪       | 6  | 1  | 2  | 3  | 4    | 10   | −6     | 5    |

| 球隊         | 賽 | 勝 | 平 | 負 | 進球 | 失球 | 淨勝球 | 積分 |
| ------------ | -- | -- | -- | -- | ---- | ---- | ------ | ---- |
| 摩納哥       | 6  | 4  | 0  | 2  | 10   | 4    | +6     | 12   |
| 利物浦       | 6  | 3  | 1  | 2  | 6    | 3    | +3     | 10   |
| 奧林比亞高斯 | 6  | 3  | 1  | 2  | 5    | 5    | 0      | 10   |
| 拉科魯尼亞   | 6  | 0  | 2  | 4  | 0    | 9    | −9     | 2    |

### AC米蘭
AC米蘭是2003/04賽季的意甲冠軍，因此直接由分組賽開始今屆歐聯賽事，他們被抽入F組，對手有1992年冠軍西甲球會巴塞隆拿、烏克蘭球隊頓內次克礦工及1967年冠軍蘇格蘭些路迪。
在分組賽第一比賽日，米蘭作客頓內次克礦工，憑84分鐘施多夫的入球勝1-0。第二比賽日，米蘭於主場對些路迪，恩沙基、派路及舒夫真高的入球助米蘭3-1獲勝。第三比賽日，米蘭對西甲強隊巴塞隆拿，憑舒夫真高於31分鐘的入球，米蘭勝1-0。第四比賽日，米蘭作客魯營球場卻落敗而回，17分鐘舒夫真高的入球令米蘭領先，但不久後伊度奧扳平比分，89分鐘朗拿甸奴的入球令巴塞隆拿以2-1勝出，此時積分表上米蘭和巴塞隆拿同積9分，但米蘭以一作客入球領先積分榜。米蘭於第五比賽日於主場對頓內次克礦工，憑卡卡和基斯普的梅開二度以4-0輕取對手。同時，巴塞卻以1-1與些路迪打平，米蘭以2分優勢領先積分榜。
於最後一日比賽日，由於積分榜上已有12分，而第二位的巴塞隆拿只有9分，即使巴塞隆拿勝而米蘭負，米蘭仍可以較優對賽成積出線。該場賽事，米蘭以0-0與些路迪打平。而頓內次克礦工以2-0擊敗巴塞隆拿，令些路迪跌至小組第四，失去參加歐洲足協盃資格，而AC米蘭亦以13分成為小組第一，參加淘汰賽。
AC米蘭在抽籤抽中1999年冠軍英超球會曼聯作為十六強的對手，米蘭首回合作客奧脫福球場憑基斯普的补射取勝。次回合，米蘭於聖西路再憑基斯普61分鐘的入球，再勝曼聯一仗，AC米蘭晉級八強。
AC米蘭八強的對手是同城打比的老對手國際米蘭，由於雙方共用聖西路球場，因此兩回合都在同一地點舉行。首回合AC米蘭作為「主隊」以2-0勝出，由史譚和舒夫真高先後於45分鐘及74分鐘建功。次回合，AC米蘭獲判以3-0勝出，因國際米蘭球迷不服球證判決引發騷亂。舒夫真高於30分鐘的進球令AC米蘭的總比分領先，其後因球證取消坎比亚索的入球令球迷不滿，看台觀眾向球場拋擲各種雜物，甚至有煙花擲中AC米蘭守門員迪達，令他受傷倒地。球證被迫腰斬賽事，歐洲足協最終判AC米蘭勝3-0，兩回合總比分5-0出線。
AC米蘭在四強中的對手是荷甲冠軍PSV燕豪芬，首回合AC米蘭憑42分鐘舒夫真高的入球和90分鐘湯馬臣的入球，於主場以2-0獲勝。然而，次回合AC米蘭作客至飛利浦大球場卻喪失了他們的優勢，智星於9分鐘的入球和高古於65分鐘的進球令兩回合總比分為2-2。不過，AC米蘭的副隊長岩布仙尼於91分鐘的入球令PSV燕豪芬的歐冠夢碎，即使1分鐘後高古再入一球，兩回合總比分3-3，但AC米蘭仍以作客入球優惠勝出，AC米蘭晉身決賽。

### 利物浦
利物浦在2003/04賽季為第四名，因此於第三圈外圍賽開始歐聯之旅，對手為奧地利球會格拉茨AK，謝拉特於2004年8月10日首回合的兩個入球，助利物浦作客以2-0取勝
。在晏菲路球場的次回合比賽，利物浦以1-0落敗，54分鐘由格拉茨AK球員马里奥·托基奇（Mario Tokić）進球，格拉茨AK以1-0獲勝，但利物浦仍以兩回合計比分2-1出線，進入分組賽階段。
分組賽中，利物浦被抽入A組，與法甲球會摩納哥、希臘超級聯賽球會奧林比亞高斯及西甲球會拉科魯尼亞同組，在整組中利物浦是唯一的成功者，同組的摩納哥早於十六強已被淘汰。利物浦首個分組賽比賽日對摩納哥，施斯於22分鐘進球，巴路士於84分鐘擴大比分為2-0。
第二比賽日，利物浦作客奧林比亞高斯以1-0落敗第三比賽日對拉科魯尼亞亦以0-0打平令利物浦於積分上陷於被動。
第四比賽日，利物浦作客拉科魯尼亞，憑佐治·安達迪的烏龍球0-1獲勝。第五比賽日，沙維奧拿的入球令利物浦1-0落敗，利物浦再次失分，令即使最後一場贏奧林比亞高斯亦只會與對手同分，利物浦必須要以兩球淨勝球才可以獲得出線席位。李華度於27分鐘的自由球進球令利物浦雪上加霜，紅軍必須於下半場進三球才有出線希望。替補上場的年輕小將冼拿馬龐高尼及美羅（Neil Mellor）為利物浦射入兩球，紅軍仍需一個進球。終場前4分鐘，隊長謝拉特於離門27碼大力抽射，利物浦最終以3-1獲勝，因淨勝球較多壓過同分的奧林比亞高斯晉級淘汰賽。
利物浦於十六強中抽中對德甲球會利華古遜，兩回合均以3-1擊敗對手。十六強首回合中，利物浦佔主導局面，路爾斯·加西亞接應比斯根的直傳球射成1-0，其後懷斯主射自由球，罕有地以優美的弧線入網，擴大比分為2-0。完場前夏文主射自由球，擴大比分為3-0。不過利華古遜仍把握完場前的機會取得一作客入球。
十六強次回合，利物浦作客利華古遜，28分鐘路爾斯·加西亞接應謝拉特右路傳中射成1-0；32分鐘謝拉特開出角球，比斯根頭搥攻門，站近球門的路爾斯·加西亞把皮球改變方向入網，領先至2-0；下半場巴路士擴大比分為3-0。最終，利物浦兩回合計以總比分6-2晉級。
八強首回合利物浦於主場對祖雲達斯。這是自1985年希素球場慘劇之後利物浦首次對祖雲達斯，二十年前的慘劇一直成為球會及球迷心中的刺，兩隊二十年來從未交手。因此在該晚比賽前，兩隊舉行了默哀儀式，悼念剛去世的教宗及悼念二十年前喪生的球迷。在高普看台的利物浦球迷舉起紙張，拼出「AMICIZIA」，是意大利文中「友誼」的意思，希望諦結雙方球迷的友好關係。該場賽事利物浦受傷兵影響，以年輕守門員史葛·卡臣擔任正選球員，上半場早段主隊獲一次角球攻勢,加西亞頭搥頂往遠柱讓希比亞凌空近射得手，及後再憑路爾斯·加西亞的世界級遠射領先至2-0，下半場祖雲達斯簡拿華路的入球把紀錄改寫成2-1。
八強次回合，利物浦作客祖雲達斯，利物浦隊長謝拉特受傷，不過沙比·阿朗素及時復出頂替其位置。祖雲達斯面對利物浦滴水不漏的防守，最終未能入球，比賽0-0打平，利物浦浦憑首回合2-1獲勝，總比分2-1打入四強。
利物浦於四強對同樣來自英超的車路士，2月的英格蘭聯賽盃決賽紅軍才新敗於車路士痛失錦標。四強首回合，利物浦先作客車路士史丹福橋球場，以0-0打平。
利物浦對車路士次回合的賽事由斯洛伐克球證米海爾執法。由於首回合利物浦作客史丹福橋球場以0-0打平，因此此場必須分出勝負。利物浦開賽僅4分鐘，謝拉特巧妙地把皮球挑起，傳給進入禁區中的巴路士，車路士守門員施治出迎撲救時把巴路士撞倒，球證此時沒有判罰十二碼，路爾斯·加西亞接應溜後的皮球射門，車路士後衛加拿斯於球門線附近把球踢走。面對此混亂的情況，米歇爾迅速作出決定，判定加拿斯踢走皮球前已入了球門界線，因此進球有效，利物浦領先1-0。
利物浦最終憑此入球，兩回合合計總比分1-0晉級，打入決賽。路爾斯·加西亞是利物浦打入決賽的關鍵球員，因自十六強開始他近乎每場都有進球。

### 淘汰賽階段
| AC米蘭           | AC米蘭                                    | AC米蘭        | 利物浦        | 利物浦          | 利物浦                                    |
| ---------------- | ----------------------------------------- | ------------- | ------------- | --------------- | ----------------------------------------- |
| 曼聯 客 1-0      | 基斯普 78'                                | 十六強 首回合 | 十六強 首回合 | 利華古遜 主 3-1 | 路爾斯·加西亞 15' · 懷斯 35' · 夏文 90+2' |
| 曼聯 主 1-0      | 基斯普 61'                                | 次回合        | 次回合        | 利華古遜 客 3-1 | 路爾斯·加西亞 28', 32' · 巴路士 67'       |
| 國際米蘭 主 2-0  | 史譚 46' · 舒夫真高 74'                   | 八強 首回合   | 八強 首回合   | 祖雲達斯 主 2-1 | 希比亞 10' · 路爾斯·加西亞 25'            |
| 國際米蘭 客 3-0  | 國際米蘭因騷亂被判罰落敗                  | 次回合        | 次回合        | 祖雲達斯 客 0-0 |                                           |
| PSV燕豪芬 主 2-0 | 舒夫真高 42' · 湯馬臣 90'                 | 四強 首回合   | 四強 首回合   | 車路士 客 0-0   |                                           |
| PSV燕豪芬 客 1-3 | 岩布仙尼 90+1' · AC米蘭以作客入球優惠晉級 | 次回合        | 次回合        | 車路士 主 1-0   | 路爾斯·加西亞 4'                          |

## 決賽簡介
儘管利物浦和AC米蘭均是歐洲豪門球會，參加超過500場歐洲賽事，兩隊合共參加了14場歐洲冠軍盃決賽，但雙方從未在任何歐洲足協舉辦的比賽碰頭。在抽籤中，AC米蘭被當作主隊，可穿著主場球衣作賽，但AC米蘭認為穿著白色作客球衣較幸運，因2003年決賽中AC米蘭穿白衣奪冠。而利物浦亦有相似理由，紅軍歷次參加歐冠盃決賽均穿主場紅色球衣，認為穿著紅色球衣較幸運。因此今屆決賽中，雙方均穿上認為帶來「幸運」的球衣。米蘭僅在前年已奪歐冠盃，而利物浦21年來未奪歐冠盃，加上冬季來投的前歐聯神射手摩連迪斯因季初曾為皇家馬德里作賽而無法上陣，因此米蘭球員經驗更豐富。
比賽於土耳其時間20:45開始，與西歐地區相差一至兩小時，以方便安排西歐國家的電視轉播。

### 上半場
上半場開賽僅52秒，AC米蘭隊長保羅·馬甸尼即接應派路的自由球進球，他成為歐聯決賽中最年長的進球者及最快入球。此自由球源自利物浦左後衛查奧爾的不必要犯規。
23分鐘，利物浦的中場基維爾拉傷，被迫換入史米沙上場。
29分鐘，AC米蘭的再次把球打進網內，然而射球的舒夫真高處於越位位置，此球並不計算。之後，尼斯達為阻止路爾斯·加西亞的推進於禁區內剷球，皮球彈中尼斯達的手，球證並沒有判罰十二碼。約1分鐘後，比賽第38分鐘，AC米蘭乘利物浦未能及時回防打快速反撃，舒夫真高於右路傳中予基斯普射成2-0。
44分鐘，卡卡於中圈附近巧妙地把球溜過欲攔截的謝拉特，並立即把球直傳予基斯普，利物浦中堅加歷查剷截失敗，令基斯普單對單面對守門員杜迪克，基斯普把球挑過出迎的杜迪克，射入空門，AC米蘭領先3-0。
在足球比賽中，上半場3-0落後幾乎等於球賽落敗，只要對手後防穩固，扳平比分是相當困難的事。馬拉度納更稱：甚至那支1970年世界杯冠軍巴西隊，也無法在AC米蘭3比0領先的情況下逆轉！因此，大部分人都認為利物浦沒有希望奪標。

### 下半場
下半場開賽前，利物浦主教練賓尼迪斯即時換出右後衛芬倫，換入防守中場夏文，將陣式由4411變成352，利用夏文的中場控制能力直接凍結對方中場卡卡，進而壓制住AC米蘭。這一個換人被公認為是利物浦最終成功奪冠的關鍵（甚至連對手主帥安切洛蒂也如此認為）。賓尼迪斯賽後曾透露芬倫其實因受傷而被換出，但事實是球隊半場商議後芬倫主動讓出位置改變球隊陣式。
54分鐘，懷斯接應沙比·阿朗素的傳球於左路傳中，第一次擊中AC米蘭右後衛卡富，第二次傳球成功傳中，利物浦隊長謝拉特於十二碼點附近成功把皮球頂至遠柱入網，利物浦追至3-1。此球重新燃起利物浦的信心，隊長謝拉特做出手勢鼓勵隊友及在場紅軍支持者，利物浦開始大舉反攻。
2分鐘後，史米沙在離門近20碼位置接應夏文的傳球起腳射門，皮球穿過巴路士與史譚之間狹逢，從AC米蘭守門員迪達的手底下擋進球門左下角。利物浦追至3-2，僅差一球即可追平比分。
58分鐘，巴路士把巧妙地用後跟傳球給後上助攻的謝拉特，謝拉特於禁區內正欲射門時，被AC米蘭中場加度素拉跌，球證米捷圖·干沙利斯吹罰十二碼。十二碼由沙比·阿朗素主罰，雖然射向球門左下角被迪達救出，不過他本人迅速衝上前去補射入網。60分鐘，利物浦在6分鐘內成功把賽果追平，比分為3-3，因此被稱為「神奇六分鐘」。
之後比賽局面開始穩定，兩隊均有一些機會進球，交替控制球賽。在法定時間內比分維持3-3，比賽進入30分鐘的加時。

### 加時
AC米蘭在延長賽主導戰局並表現較好，利物浦則球員明顯地筋疲力盡，目標為撐過對手猛攻進入PK決勝，期間亦有零星反擊。
中場謝拉特後退至右後衛位置協助防守；史米沙及加歷查都因抽筋已需出場接受治療。
116分鐘，沙真奴左路傳中，舒夫真高成功接應以頭搥攻門，杜迪克將球擋出，舒夫真高衝到門前再補射卻被杜迪克左手拍飛彈出底線。
最終兩隊在加時賽中互無紀錄，比賽進入互射十二碼。

### 互射十二碼
兩隊上一次贏得歐冠都是於互射十二碼中勝出。AC米蘭於2003年決賽勝祖雲達斯；利物浦卻已經是1984年決賽贏羅馬。
AC米蘭先開，雙方守門員為利物浦的杜迪克，AC米蘭的迪達。賽前大部分球評家均認為AC米蘭佔優，因迪達身手較優，而且杜迪克近數季表現下滑，地位亦正被卻克蘭取代。
綜合上述2點，大部分人均認為AC米蘭勝出機會依然比利物浦高。

#### 第一點
AC米蘭沙真奴主罰，杜迪克在球門線不斷彈跳進行干擾，沙真奴可能受到影響，瞄準球門左上角卻打了個高射炮，這次罰丟無疑是AC米蘭該晚的另一個噩夢。
利物浦夏文打頭陣，該時他的腳已有骨折，仍完成瞄準球門左邊中路的射門。迪達成功預判射門方向，但不能撲中。利物浦先馳得點。

#### 第二點
AC米蘭派路主罰，杜迪克持續在球門線上跳動，這些動作也許干擾到派路，他往球門左下角的射門被杜迪克猜中並撲出。
利物浦由施斯主罰，冷靜地騙過迪達射入，利物浦形同聽牌。

#### 第三點
AC米蘭湯馬臣主罰，杜迪克依然做出扭動以干擾對手，但這點湯馬臣仍成功射入左邊延長戰線。
利物浦懷斯的十二碼射向球門左下角，被迪達撲出。

#### 第四點
AC米蘭卡卡主罰，杜迪克做出更滑稽的扭動，但卡卡不受干擾，冷靜騙過杜迪克成功轟入左上角，此時點球大戰中以2-2打平。
利物浦史米沙主罰，冷靜射入，迪達撲向錯誤的方向，史米沙親吻利物浦會章。這也是史米沙效力紅軍時的最後進球，利物浦再度聽牌。

#### 第五點
AC米蘭必須要罰入這點，而且利物浦也要罰失，才可令互射十二碼進入驟死階段。
AC米蘭決定交由2003年對祖雲達斯踢進致勝12碼，且同樣把關第五點的「烏克蘭核彈頭」舒夫真高主射。杜迪克依然做出扭動干擾對手，舒夫真高射向球門中間，杜迪克猜的是自身右方（面向球門則為中間偏左），但仍在撲出去的同時以左手把皮球擋出。
結果，憑此再見撲救，利物浦在互射十二碼中以3-2勝出，贏得隊史第5座歐冠。
賽後訪問中，利物浦後衛加歷查表示杜迪克的動作是由他提醒的，1984年歐冠決賽利物浦進入互射十二碼，當時紅軍守門員高巴拿做出滑稽的扭動干擾對手，最後成功奪冠。杜迪克模仿前輩的行動獲得成功。

## 獎盃
連同今屆賽事，利物浦已五次贏得歐洲冠軍盃，因此利物浦可以使用榮譽徽章，另外傳統的徽章是藍色，但因藍色是同市球會愛華頓的主色，紅軍的徽章是印有5字和歐冠盃圖案的深藍色徽章。平常的比賽規則訂明贏得歐冠盃的隊伍可以保留獎盃十個月，之後要歸還歐洲足協以準備下一屆歐聯決賽，但可以保留獎盃的複製品。而利物浦贏得五次歐冠盃，規則訂明可以永久保存獎盃。因此2005/06賽季歐洲冠軍聯賽的獎盃是重新鑄造的。
而由於2009年球季開始，歐洲足協修例，獎盃永久由歐洲足協保存，而本屆決賽至修例前均沒有球會能達致「永久保存獎盃」的標準（連續三屆衛冕或五奪冠軍），亦使利物浦成為歐聯史上最後一支「封盃」的球會。

## 球賽細節
| 2005年5月25日 20:45 歐洲東部夏令時間 |

| AC米蘭                     | 3–3 （加時賽） | 利物浦                                    |
| -------------------------- | -------------- | ----------------------------------------- |
| 馬甸尼 1' · 基斯普 39' 44' | （報告）       | 謝拉特 54' · 史米沙 56' · 沙比·阿朗素 60' |

| 伊斯坦布爾 阿塔土克奧林匹克球場 觀眾人數：70,024 ：米捷圖·干沙利斯（西班牙） |

|                                          |     |                             |  |
| 沙真奴 · 派路 · 湯馬臣 · 卡卡 · 舒夫真高 | 2–3 | 夏文 · 施斯 · 懷斯 · 史米沙 |  |

| AC米蘭 | 利物浦 |

| AC米蘭： |    |                |  |      |
| |    |                |  |      |
| 守門員 | 1  | 迪達           |  |      |
| 右後衛 | 2  | 卡富           |  |      |
| 中堅 | 31 | 史譚           |  |      |
| 中堅 | 13 | 尼斯達         |  |      |
| 左後衛 | 3  | 馬甸尼（隊長） |  |      |
| 防守中場 | 21 | 派路           |  |      |
| 右中場 | 8  | 加度素         |  | 112' |
| 左中場 | 20 | 施多夫         |  | 86'  |
| 進攻中場 | 22 | 卡卡           |  |      |
| 前鋒 | 7  | 舒夫真高       |  |      |
| 前鋒 | 11 | 基斯普         |  | 85'  |
| 後備： |    |                |  |      |
| 守門員 | 46 | 艾比亞迪       |  |      |
| 中堅 | 4  | 卡拿迪斯       |  |      |
| 中堅 | 5  | 哥斯達古達     |  |      |
| 進攻中場 | 10 | 雷哥斯達       |  | 112' |
| 防守中場 | 24 | 多拉素         |  |      |
| 左中場 | 27 | 沙真奴         |  | 86'  |
| 前鋒 | 15 | 湯馬臣         |  | 85'  |
| 主教練： |    |                |  |      |
| 安察洛堤 最佳球員： 謝拉特 助理球證： 克萊門特·普路（Clemente Plou） Oscar Samaniego 第四球證： Arturo Ibáñez |    |                |  |      |

| 利物浦： |    |                |     |     |
|          |    |                |     |     |
| 守門員   | 1  | 杜迪克         |     |     |
| 右後衛   | 3  | 芬倫           |     | 46' |
| 中堅     | 23 | 加歷查         | 76' |     |
| 中堅     | 4  | 希比亞         |     |     |
| 左後衛   | 21 | 查奧爾         |     |     |
| 防守中場 | 14 | 沙比·阿朗素    |     |     |
| 右中場   | 10 | 路爾斯·加西亞  |     |     |
| 正中場   | 8  | 謝拉特（隊長） |     |     |
| 左中場   | 6  | 懷斯           |     |     |
| 輔鋒     | 7  | 基維爾         |     | 23' |
| 前鋒     | 5  | 巴路士         | 81' | 85' |
| 後備：   |    |                |     |     |
| 守門員   | 20 | 史葛·卡臣      |     |     |
| 右後衛   | 17 | 荷西美         |     |     |
| 防守中場 | 16 | 夏文           |     | 46' |
| 右中場   | 18 | 紐尼斯         |     |     |
| 防守中場 | 25 | 比斯根         |     |     |
| 前鋒     | 9  | 施斯           |     | 85' |
| 進攻中場 | 11 | 史米沙         |     | 23' |
| 主教練： |    |                |     |     |
| 賓尼迪斯 |    |                |     |     |

## 比賽數據

### 上半場
|            | AC米蘭 | 利物浦 |
| ---------- | ------ | ------ |
| 進球       | 3      | 0      |
| 攻門       | 7      | 5      |
| 射中球門   | 5      | 1      |
| 控球百分比 | 56%    | 44%    |
| 角球       | 2      | 1      |
| 犯規       | 8      | 7      |
| 越位       | 5      | 1      |
| 黃牌       | 0      | 0      |
| 紅牌       | 0      | 0      |

### 下半場
|            | AC米蘭 | 利物浦 |
| ---------- | ------ | ------ |
| 進球       | 0      | 3      |
| 攻門       | 9      | 9      |
| 射中球門   | 1      | 3      |
| 控球百分比 | 55%    | 45%    |
| 角球       | 8      | 3      |
| 犯規       | 8      | 16     |
| 越位       | 2      | 4      |
| 黃牌       | 0      | 2      |
| 紅牌       | 0      | 0      |

### 全場
|            | AC米蘭 | 利物浦 |
| ---------- | ------ | ------ |
| 進球       | 3      | 3      |
| 攻門       | 16     | 14     |
| 射中球門   | 6      | 4      |
| 控球百分比 | 55%    | 45%    |
| 角球       | 10     | 4      |
| 犯規       | 16     | 23     |
| 越位       | 7      | 5      |
| 黃牌       | 0      | 2      |
| 紅牌       | 0      | 0      |

- 歐洲足協 全場報告（页面存档备份，存于）
- 歐洲足協 球員數據（页面存档备份，存于）

## 趣闻
（本段落沒有任何有效依據，這只是一個口口相傳的「笑話」）
相傳在AC米蘭上半場3:0領先利物浦時，紅黑眾將都覺得自己已經勝券在握，舍甫琴柯直接打開了香檳慶祝，導致球員鬆懈導致了利物浦創造了伊斯坦堡奇蹟。所以球迷們會把輕敵結果招致失敗，或者過早慶祝結果被逆轉的情況戲稱為“半場開香檳”。